# Невилл, Эдуард, 1-й барон Абергавенни
Эдуард Невилл (англ. Edward Neville; умер 18 октября 1476) — английский аристократ, 1-й барон Абергавенни с 1450 года, член Тайного совета. Участвовал в Войнах Алой и Белой розы на стороне Йоркской династии. Стал основателем единственной ветви рода Невиллов, существующей по сей день.

## Биография
Эдуард Невилл принадлежал к знатному роду, чью генеалогию возводили к жившему в XI веке Кринану Данкельдскому — предку королей Шотландии. Невиллы были вторым по богатству и могуществу семейством в Северной Англии после Перси. Отец Эдуарда Ральф Невилл, 5-й барон Невилл из Рэби, в 1397 году получил титул графа Уэстморленда. По линии матери, Джоан Бофорт, Эдуард был правнуком короля Эдуарда III, в числе его братьев были граф Солсбери, граф Кент, барон Латимер, на его сёстрах были женаты герцоги Йоркский, Норфолк и Бекингем. Однако сам Эдуард был предположительно младшим из семи братьев, а потому не мог рассчитывать на отцовское наследство.
Незадолго до своей смерти (в 1425 году) Ральф Невилл устроил для последнего сына выгодный брак — с единственной дочерью и наследницей Ричарда Бошана, 1-го графа Вустера и 2-го барона Бергавенни. Последний погиб ещё в 1422 году, после чего его графский титул вернулся к короне, но осталась барония с центром в замке Бергавенни в Монмутшире, унаследованная Бошанами от Гастингсов. Кроме того, жена Вустера Изабель ле Диспенсер была единственной наследницей Томаса, 6-го барона ле Диспенсера, лорда Гламоргана и Морганнока, недолгое время носившего титул графа Глостера. После смерти тёщи Эдуард Невилл в 1436 году получил земли Ричарда Бошана за исключением замка Бергавенни, который перешёл по завещанию к двоюродному брату покойного, графу Уорику. Тем не менее Невилл именовал себя лордом Бергавенни; Уорик умер уже в 1439 году, а после смерти его сына Генри, когда наследство перешло к малолетней Анне Бошан, Эдуард силой захватил Бергавенни, но вскоре был оттуда изгнан (1445 год). В 1449 году умерла и Анна. После этого Невилл получил королевское разрешение на въезд в земли Бергавенни, но завладеть ими не смог: они перешли к его племяннику Ричарду Невиллу, женатому на сестре Генри Бошана. В сентябре 1450 года Эдуард был впервые вызван в парламент в качестве барона Бергавенни, но только его внук объединил в своих руках и титул, и замок. В XVI веке появился альтернативный вариант титула — барон Абергавенни, который считается устоявшимся с 1730 года. Существует мнение, что именно Эдуард должен считаться первым бароном Абергавенни.
В 1426 году Невилл был в числе молодых аристократов, которых малолетний король Генрих VI посвятил в рыцари в Лестере. В бурных событиях середины XV века сэр Эдвард играл менее значимую роль, чем его братья и племянник, которым он, по-видимому, уступал в способностях. Известно, что в 1449 году он служил в Нормандии, и его сын был одним из заложников при сдаче Руана французам. В борьбе между Йорками и Ланкастерами, переросшей к 1455 году в полноценную войну, Эдуард встал на сторону Йорков, как и другие члены его семьи (Ричард Йоркский был женат на его родной сестре). В 1454 году барон заседал в Тайном совете, который Ричард созвал в качестве лорда-протектора. В 1461 году он собирал войска для Эдуарда IV в Кенте, в 1462 году был капитаном королевской гвардии в северных графствах, где воевал против Ланкастеров под началом племянников — графа Уорика и будущего маркиза Монтегю. В 1470 году, когда эти двое перешли на сторону врага, барон сохранил верность своему племяннику Эдуарду IV. Достоверно известно об участии Эдуарда только в одном сражении — в битве при Нортгемптоне 10 июля 1460 года, где Йорки одержали полную победу.
3 июля 1471 года в Вестминстере Невилл в числе других пэров принёс присягу на верность наследнику Эдуарда IV — принцу Уэльскому Эдуарду. В последние годы жизни его активность сводилась к работе в разного рода комиссиях в Кенте. Барон умер 18 октября 1476 года. Предположительно его похоронили в монастырской церкви в Абергавенни.

## Семья и потомки
Барон был женат дважды. Его первой женой стала Элизабет Бошан, дочь Ричарда Бошана, 1-го графа Вустера, и Изабели ле Диспенсер, которая родила ему двух сыновей и двух дочерей. Это были Ричард Невилл (умер при жизни отца), сэр Джордж Невилл (около 1440—1492), ставший 2-м бароном Абергавенни, Элис (жена сэра Томаса Грея) и Кэтрин, жена Джона Ивардби. 
Вскоре после смерти супруги, которую датируют 18 июня 1448 года, Эдуард женился (летом или осенью 1448 года) на Кэтрин Говард — дочери сэра Роберта Говарда и сестре Джона Говарда, 1-го герцога Норфолка. За это его отлучили от церкви, поскольку новая жена приходилась Невиллу троюродной сестрой и стала его любовницей ещё при жизни первой жены. Позже папа римский Николай V всё-таки выдал буллу с разрешением на брак. Кэтрин родила барону ещё двух сыновей, Ральфа и Эдуарда (оба умерли, не оставив потомства), и трёх дочерей, Кэтрин, Маргарет и Энн, первая из которых стала женой Роберта Танфилда, вторая — женой Джона Брука, 7-го барона Кобема, третья — женой Джона Ле Стрейнджа, 8-го барона Стрейнджа из Нокина.
На начало XXI века титул баронов Абергавенни продолжают носить потомки Эдуарда по прямой мужской линии. Это единственная сохранившаяся ветвь рода Невиллов.